# Sorel-en-Vimeu
Pour les articles homonymes, voir Sorel.
Sorel-en-Vimeu est une commune française située dans le département de la Somme, en région Hauts-de-France.
Depuis juillet 2020, la commune fait partie du parc naturel régional Baie de Somme - Picardie maritime.

## Géographie

### Localisation
Sorel-en-Vimeu est un village picard du Vimeu.
À vol d'oiseau, la localité est située à 6 km au nord-ouest d'Airaines, 6 km à l'ouest de Longpré-les-Corps-Saints, 9 km au sud-ouest d'Ailly-le-Haut-Clocher, 12 km au sud-est d'Abbeville et à 31 km au nord-ouest d'Amiens.
Le territoire de la commune est limitrophe de ceux de trois communes.
Les communes limitrophes sont Fontaine-sur-Somme, Hallencourt et Liercourt.

### Hydrographie
La commune est située dans le bassin Artois-Picardie. Elle n'est drainée par aucun cours d'eau.

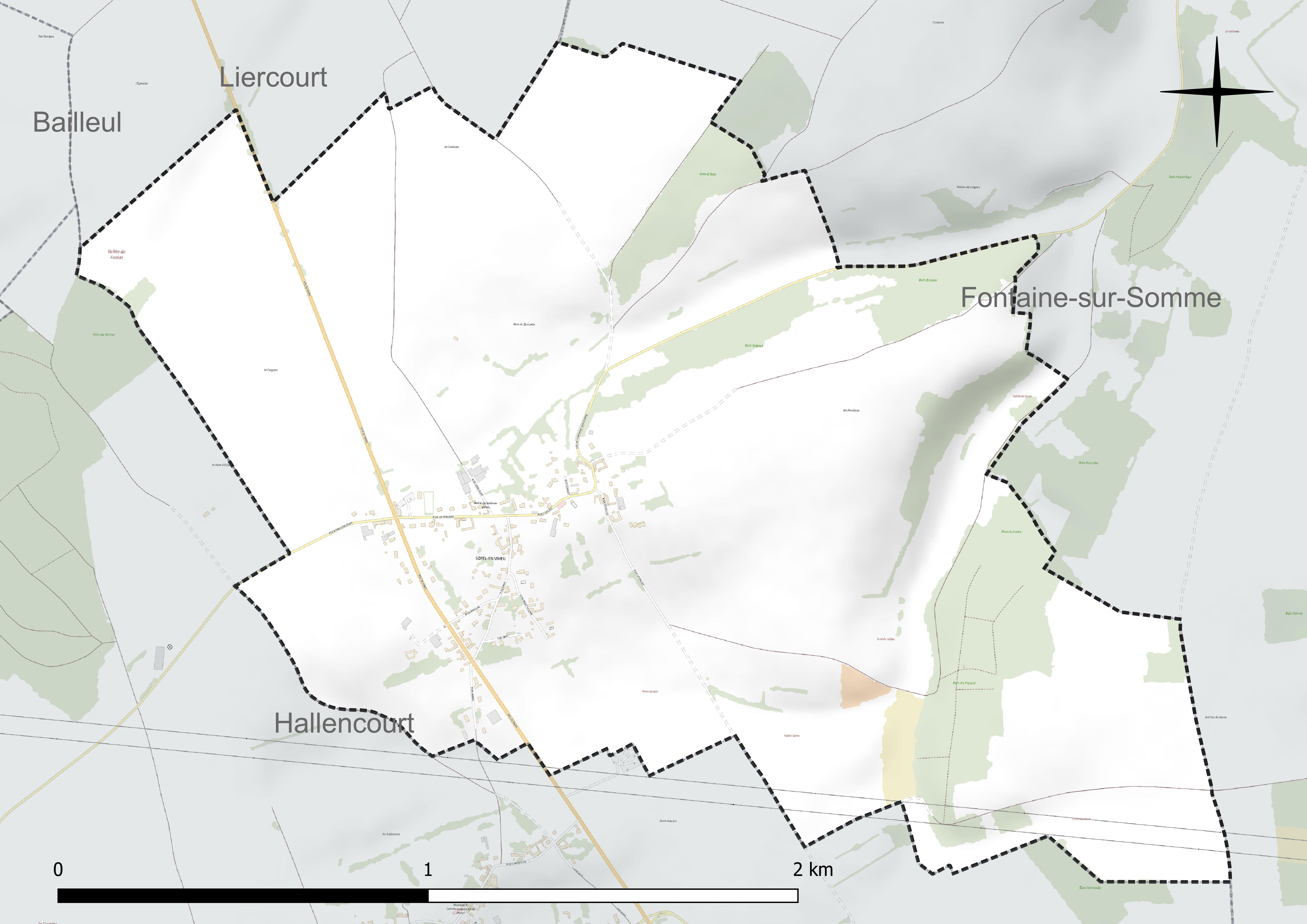
Réseau hydrographique de Sorel-en-Vimeu.

### Climat
Pour des articles plus généraux, voir Climat des Hauts-de-France et Climat de la Somme.
En 2010, le climat de la commune est de type climat océanique altéré, selon une étude du CNRS s'appuyant sur une série de données couvrant la période 1971-2000. En 2020, Météo-France publie une typologie des climats de la France métropolitaine dans laquelle la commune est exposée à un climat océanique et est dans la région climatique Côtes de la Manche orientale, caractérisée par un faible ensoleillement (1 550 h/an) ; forte humidité de l'air (plus de 20 h/jour avec humidité relative > 80 % en hiver), vents forts fréquents.
Pour la période 1971-2000, la température annuelle moyenne est de 10,1 °C, avec une amplitude thermique annuelle de 13,2 °C. Le cumul annuel moyen de précipitations est de 778 mm, avec 12,2 jours de précipitations en janvier et 8,6 jours en juillet. Pour la période 1991-2020, la température moyenne annuelle observée sur la station météorologique la plus proche, située sur la commune d'Abbeville à 12 km à vol d'oiseau, est de 11,0 °C et le cumul annuel moyen de précipitations est de 806,2 mm,. Pour l'avenir, les paramètres climatiques de la commune estimés pour 2050 selon différents scénarios d'émission de gaz à effet de serre sont consultables sur un site dédié publié par Météo-France en novembre 2022.

## Urbanisme

### Typologie
Au 1er janvier 2024, Sorel-en-Vimeu est catégorisée commune rurale à habitat dispersé, selon la nouvelle grille communale de densité à sept niveaux définie par l'Insee en 2022.
Elle est située hors unité urbaine. Par ailleurs la commune fait partie de l'aire d'attraction d'Amiens, dont elle est une commune de la couronne,. Cette aire, qui regroupe 369 communes, est catégorisée dans les aires de 200 000 à moins de 700 000 habitants,.

### Occupation des sols
L'occupation des sols de la commune, telle qu'elle ressort de la base de données européenne d'occupation biophysique des sols Corine Land Cover (CLC), est marquée par l'importance des territoires agricoles (82,3 % en 2018), une proportion identique à celle de 1990 (82,3 %). La répartition détaillée en 2018 est la suivante : 
terres arables (68,1 %), prairies (14,2 %), forêts (10,8 %), zones urbanisées (6,9 %). L'évolution de l'occupation des sols de la commune et de ses infrastructures peut être observée sur les différentes représentations cartographiques du territoire : la carte de Cassini (XVIIIe siècle), la carte d'état-major (1820-1866) et les cartes ou photos aériennes de l'IGN pour la période actuelle (1950 à aujourd'hui).

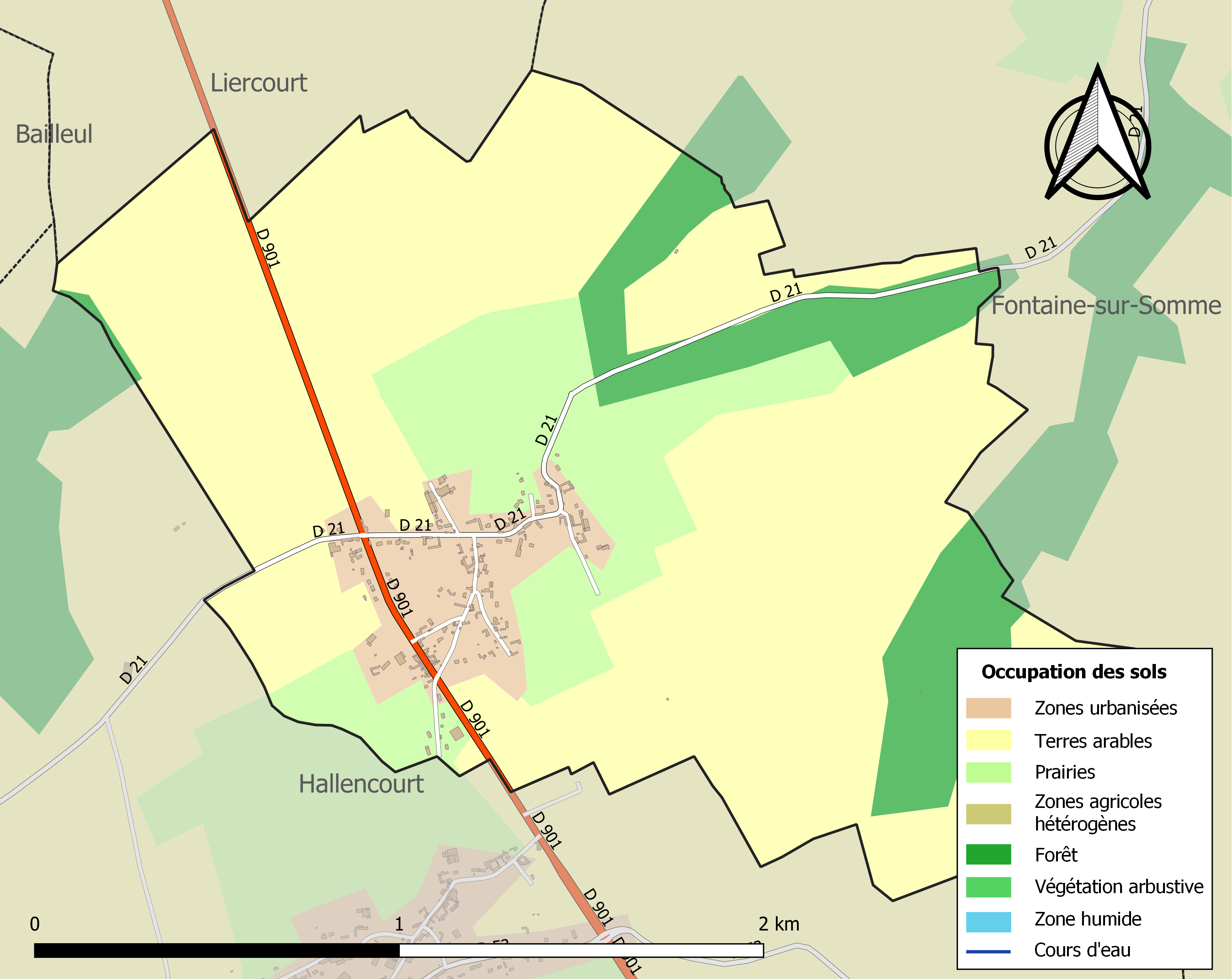
Carte des infrastructures et de l'occupation des sols de la commune en 2018 (CLC).

### Voies de communication et transports
La localité est desservie par l'ancienne route nationale 1 et est aisément accessible par l'autoroute A16.
En 2019, la localité est desservie par les lignes de bus du réseau Trans'80 (axe Abbeville - Airaines, ligne no 19), chaque jour de la semaine, sauf le dimanche et les jours fériés.

## Toponymie
Le nom de la localité est attesté sous les formes Sorellum (1301) ; Sorel (1301).

De l'adjectif de la langue d'oïl sorel (sol), « (sol) roux, fauve » ou un sobriquet d'après la couleur des cheveux.
Le Vimeu est une région naturelle de France, située dans l'ouest de la Picardie et délimitée par deux vallées, celle de la Bresle au sud  et celle de la Somme au nord.

## Politique et administration

### Intercommunalité
La commune était membre de la petite communauté de communes de la Région d'Hallencourt, un établissement public de coopération intercommunale (EPCI) à fiscalité propre créé fin 1995.
Dans le cadre des dispositions de la loi portant nouvelle organisation territoriale de la République du 7 août 2015, qui prévoit que les établissements publics de coopération intercommunale (EPCI) à fiscalité propre doivent avoir un minimum de 15 000 habitants, celle-ci fusionne avec ses voisines pour former, le 1er janvier 2017, la communauté d'agglomération de la Baie de Somme, dont est désormais membre la commune.

### Liste des maires
| Période                                  | Période                   | Identité       | Étiquette | Qualité                         |
| ---------------------------------------- | ------------------------- | -------------- | --------- | ------------------------------- |
| Les données manquantes sont à compléter. |                           |                |           |                                 |
|                                          |                           | Abel Rose      |           |                                 |
| Les données manquantes sont à compléter. |                           |                |           |                                 |
| mars 1989                                | En cours (au 30 mai 2020) | Roland Colinet |           | Réélu pour le mandat 2020-2026, |

## Démographie
L'évolution du nombre d'habitants est connue à travers les recensements de la population effectués dans la commune depuis 1793. Pour les communes de moins de 10 000 habitants, une enquête de recensement portant sur toute la population est réalisée tous les cinq ans, les populations de référence des années intermédiaires étant quant à elles estimées par interpolation ou extrapolation. Pour la commune, le premier recensement exhaustif entrant dans le cadre du nouveau dispositif a été réalisé en 2006.

En 2022, la commune comptait 233 habitants, en évolution de +7,37 % par rapport à 2016 (Somme : −1,26 %, France hors Mayotte : +2,11 %).
| 1793 | 1800 | 1806 | 1821 | 1831 | 1836 | 1841 | 1846 | 1851 |
| ---- | ---- | ---- | ---- | ---- | ---- | ---- | ---- | ---- |
| 252  | 239  | 241  | 251  | 304  | 293  | 304  | 289  | 277  |

| 1856 | 1861 | 1866 | 1872 | 1876 | 1881 | 1886 | 1891 | 1896 |
| ---- | ---- | ---- | ---- | ---- | ---- | ---- | ---- | ---- |
| 293  | 294  | 278  | 259  | 246  | 241  | 228  | 230  | 211  |

| 1901 | 1906 | 1911 | 1921 | 1926 | 1931 | 1936 | 1946 | 1954 |
| ---- | ---- | ---- | ---- | ---- | ---- | ---- | ---- | ---- |
| 222  | 220  | 195  | 167  | 161  | 154  | 182  | 181  | 182  |

| 1962 | 1968 | 1975 | 1982 | 1990 | 1999 | 2006 | 2011 | 2016 |
| ---- | ---- | ---- | ---- | ---- | ---- | ---- | ---- | ---- |
| 169  | 153  | 175  | 180  | 197  | 188  | 202  | 241  | 217  |

| 2021 | 2022 | - | - | - | - | - | - | - |
| ---- | ---- | - | - | - | - | - | - | - |
| 225  | 233  | - | - | - | - | - | - | - |

## Culture locale et patrimoine

### Lieux et monuments

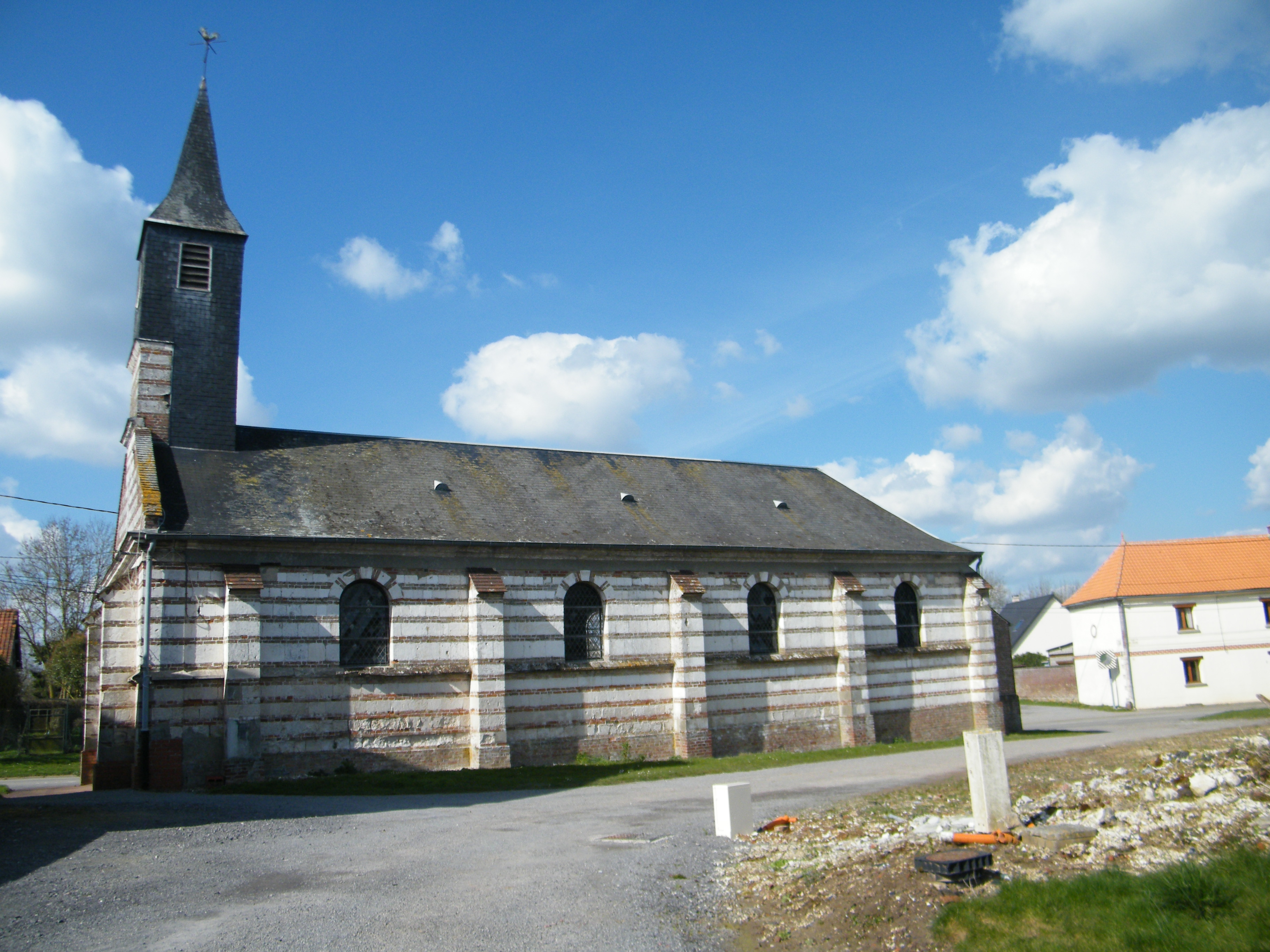
L'église Saint-Riquier.
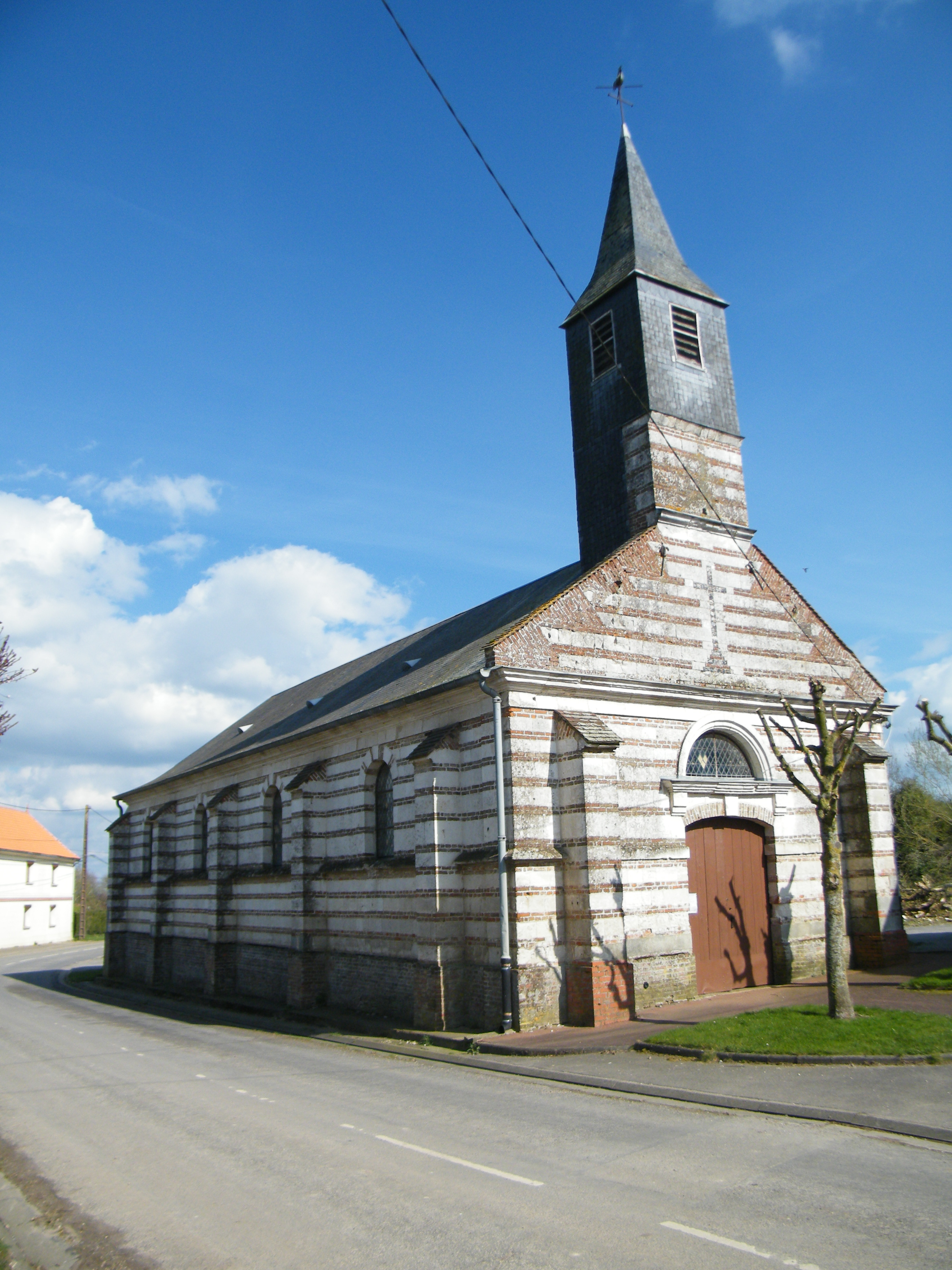
Vue côté nord.
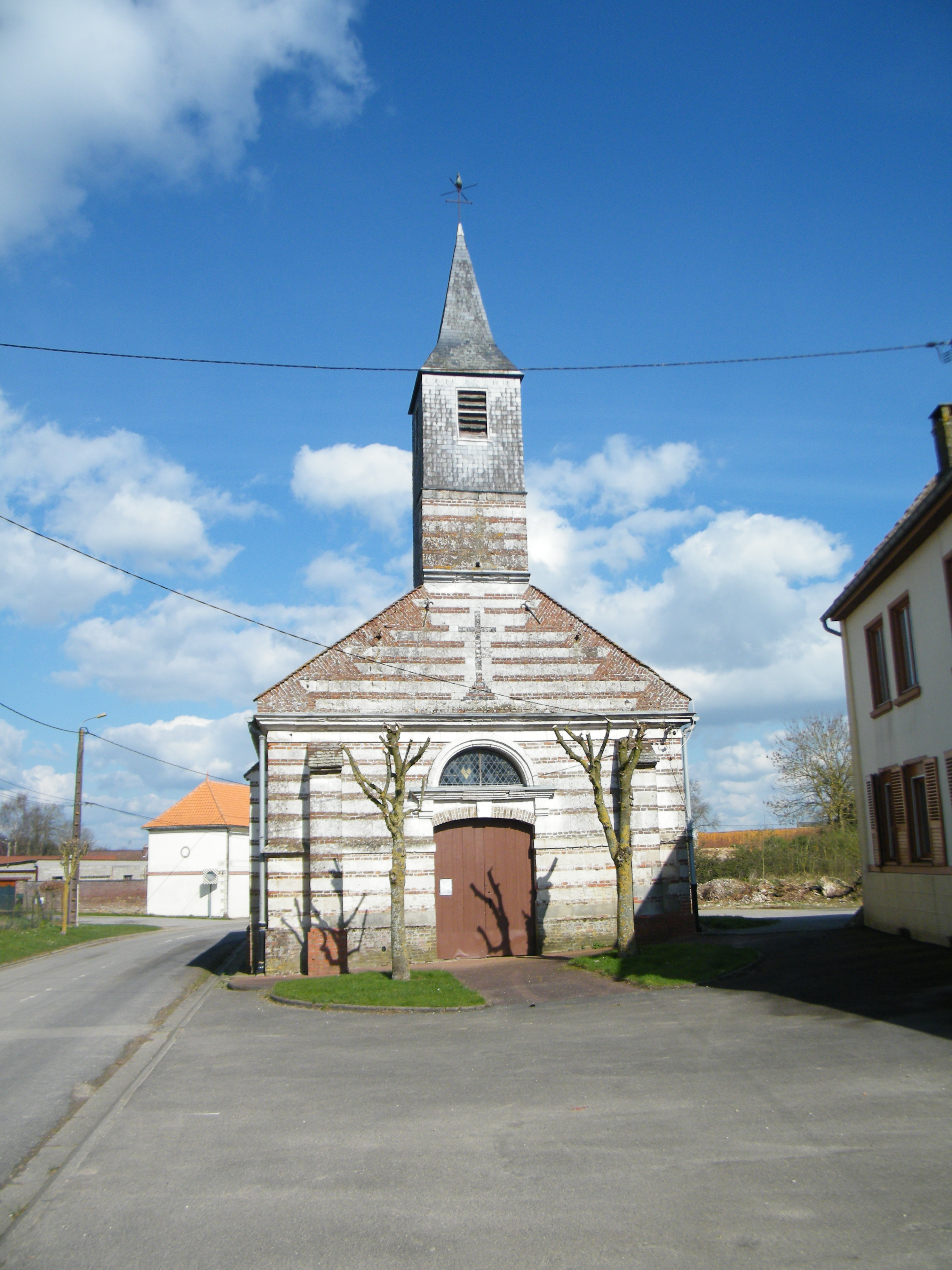
Le monument aux morts[26].
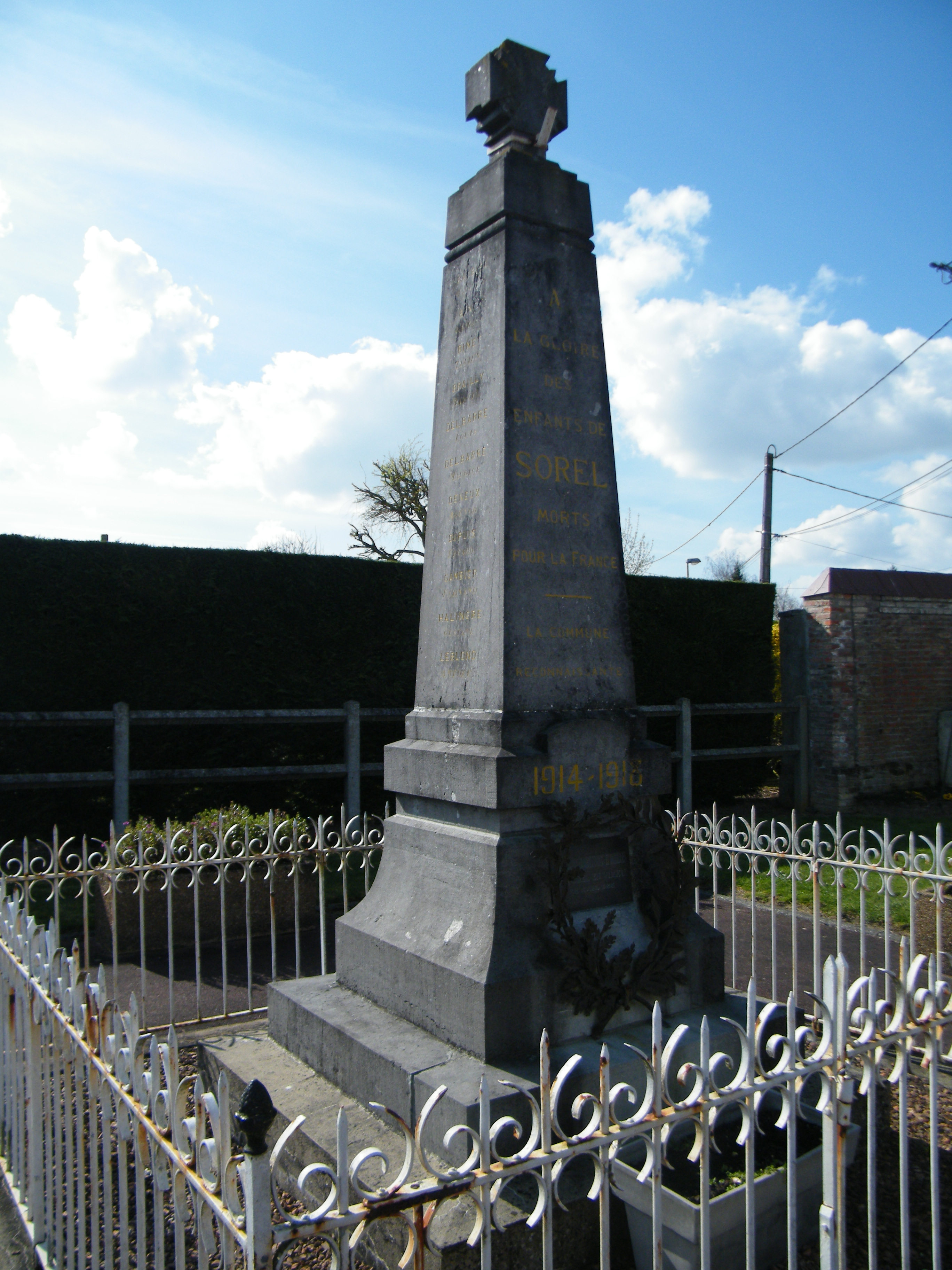
Le monument aux morts pour la patrie.
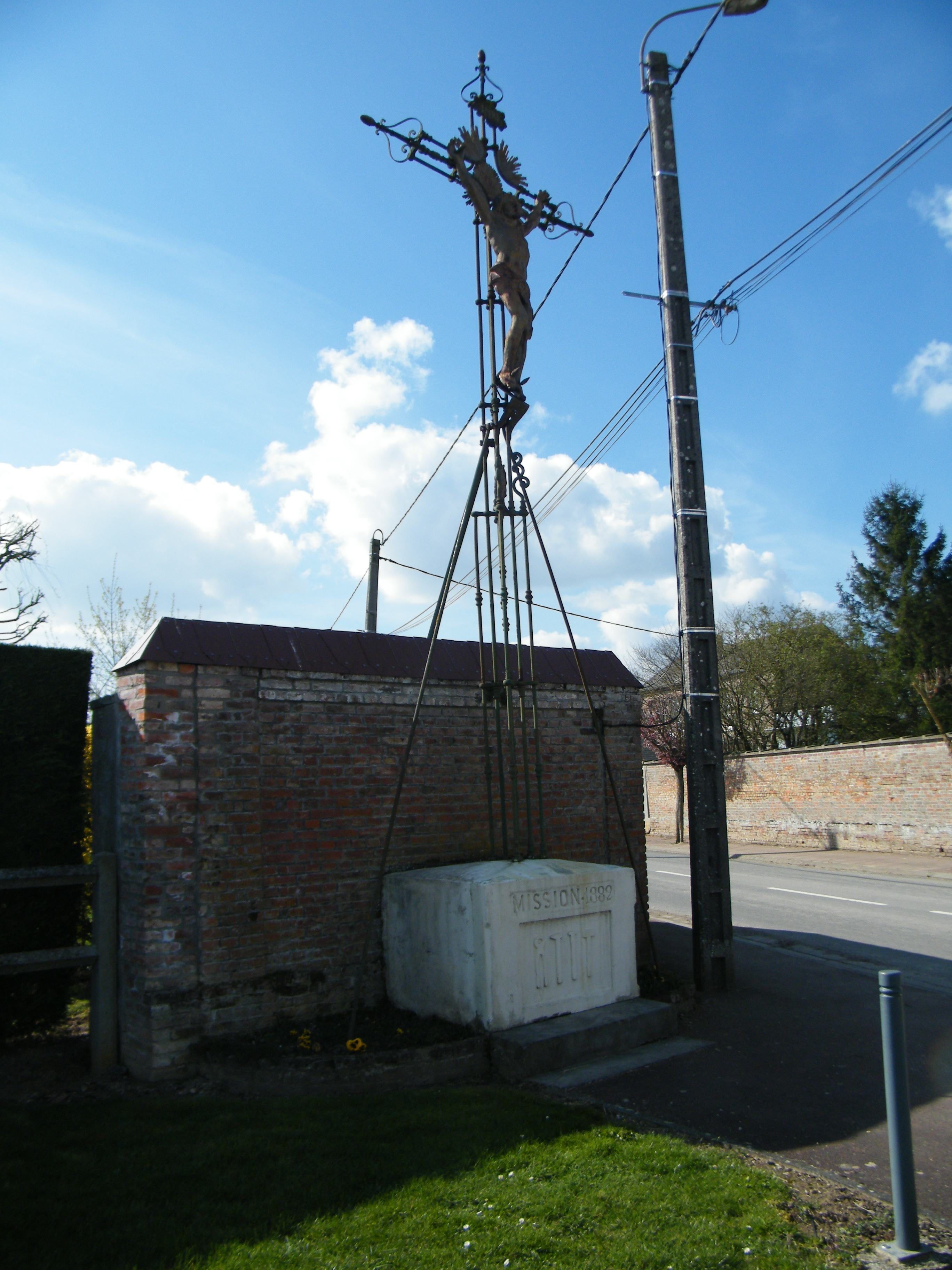
Croix de mission de 1882, dans le village.
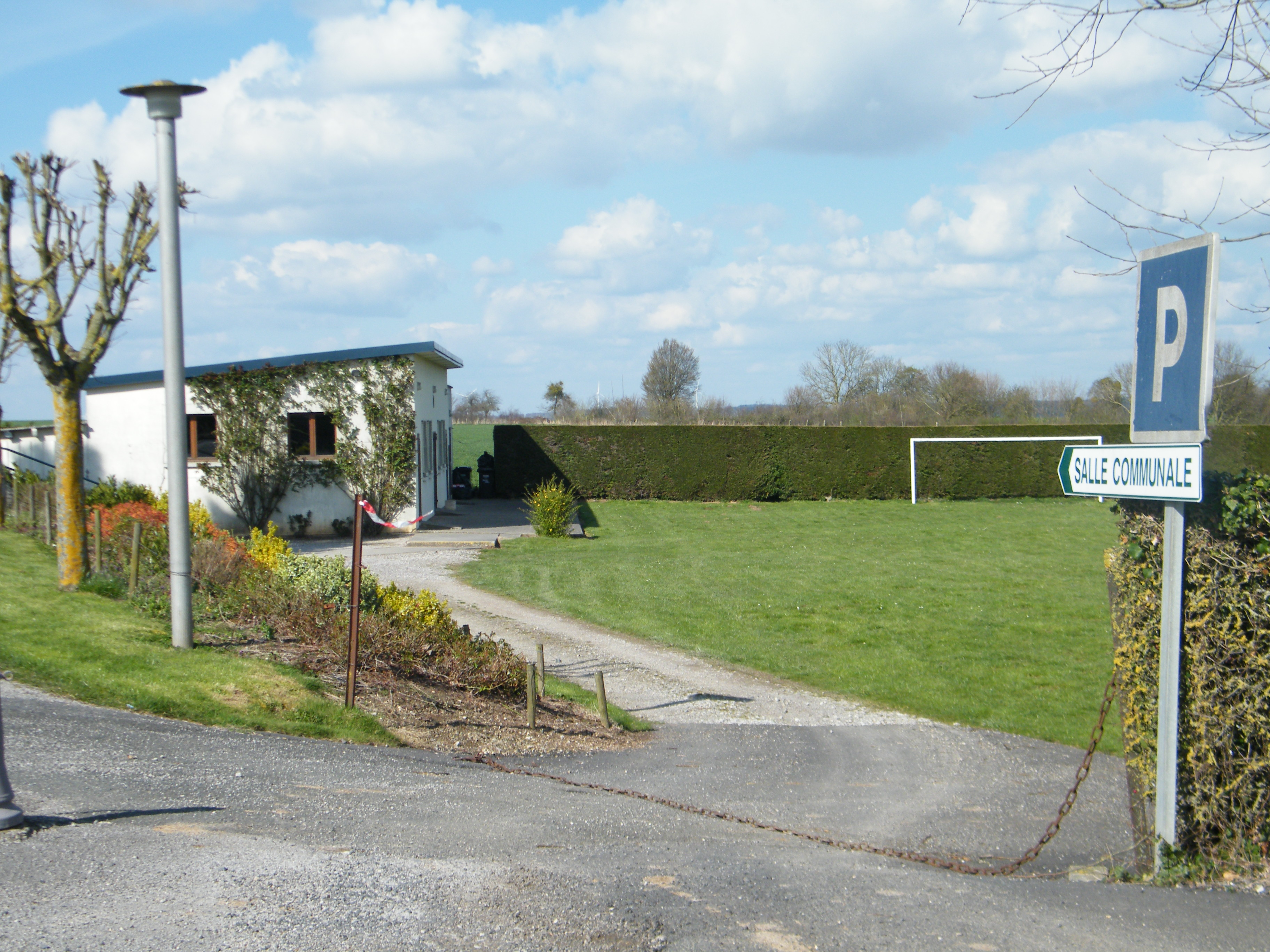
La salle communale.

- L'église Saint-Riquier.
- Vue côté nord.
- Le clocher.
- Le monument aux morts pour la patrie.
- Croix de mission de 1882, dans le village.
- La salle communale.

### Héraldique
| Blason de Sorel-en-Vimeu | Blason  | D'or à la bande de sable, accostée de deux cotices du même. |
| Blason de Sorel-en-Vimeu | Détails | Utilisé par la commune depuis au moins 2021                 |

### Personnalités liées à la commune
- La famille d'Orléans a séjourné à Sorel-en-Vimeu[réf. nécessaire].